# Willem Ravelli
Willem Albert Felix Ravelli (Den Haag, 31 mei 1892, Laren (Noord-Holland), 21 september 1980) was een Nederlands bariton-bas.
Hij was zoon van Johannes Hendrik Ravelli en Wilhelmina Sluiter. Hij was getrouwd met Jeanne Anna van Rijswijk. Zoon Carlo Ravelli was tussen 1960 en 1997 hoboïst bij het Concertgebouworkest; zoon Willem Ravelli was tussen 1960 en 1993 (contra)fagottist bij Het Gelders Orkest; dochter Helène Ravelli werkte voor de civiele opsporing (vermiste familieleden) bij het Nederlandse Rode Kruis.
Voordat zijn zangersloopbaan een aanvang kreeg was hij onder meer huisschilder (persoonskaart Den Haag) en schrijver bij het Hoofdbestuur der Posterijen en Telegrafie (trouwakte). Hij kreeg zijn zanglessen van Frans Andreoli en vanaf 1921 van Cornélie van Zanten. Verder volgde hij operaklassen van Anton Sistermans aan het Haags Conservatorium. Hij zong in binnen- en buitenland onder dirigenten als Willem Mengelberg, Sem Dresden en Lodewijk De Vocht, talrijke uitvoeringen in Antwerpen als ook aan het Brussels conservatorium. Zijn operadebuut vond plaats in 1914 tijdens voorstellingen van de Franse Opera van Leopold Roosen. Hij verbond zich aan de Nationale Opera van Jan Heijthekker (seizoen 1922-1923, maar in de praktijk september-december 1922), maar dat verhaal kon snel afgesloten worden; het gezelschap ging ten onder aan financiële tegenslagen. Hij maakte carrière waarbij hij onder internationaal befaamde dirigenten zoals Antal Doráti en Herbert von Karajan zong. Voorts zong hij in diverse zanggenootschappen:
- Madrigaalkoor van Sem Dresden
- Hollands Vocaal Kwartet met Jo Vincent, Suze Luger-van Beuge en Louis van Tulder
- Jo Vincent Kwartet met Jo Vincent, Theodora Versteegh, Evert Miedema.

Hij zong ontelbaar keren in de Matthäus-Passion van Johann Sebastian Bach en Symfonie nr. 9 van Ludwig van Beethoven. Tussen 1926 en 1950 trad hij meer dan honderd keer op met het Concertgebouworkest meest onder Mengelberg.
Hij gaf tijdens zijn loopbaan jarenlang les aan het "Conservatorium Joseph Holthaus", Rotterdams Conservatorium, het Haags Conservatorium en dat van Antwerpen. De rij leerlingen is lang, te noemen zijn: Roos Boelsman, John van Kesteren, Jan Waaijer, Jos Borelli, Siemen Jongsma, Mia Greeve, Liane Jespers, Paul Schotsman en Mia Vinck.
Nederland en België eerden hem met benoemingen tot ridder (later officier) in de Orde van Oranje-Nassau en Kroonorde. Hij overleed in het Rosa Spier Huis in Laren. Hij werd gecremeerd op Ockenburg, Loosduinen. Zijn stem is bewaard gebleven in een aantal plaatopnamen.